# Вирен
Вирен (њем. Wieren) општина је у њемачкој савезној држави Доња Саксонија. Једно је од 29 општинских средишта округа Илцен. Према процјени из 2010. у општини је живјело 2.513 становника. Посједује регионалну шифру (AGS) 3360027.

## Географски и демографски подаци
Вирен се налази у савезној држави Доња Саксонија у округу Илцен. Општина се налази на надморској висини од 59 метара. Површина општине износи 52,7 km². У самом мјесту је, према процјени из 2010. године, живјело 2.513 становника. Просјечна густина становништва износи 48 становника/km².